# Captopril
Captopril ist ein Arzneistoff der Gruppe der ACE-Hemmer, der insbesondere zur Behandlung der arteriellen Hypertonie (Bluthochdruck) und der Herzinsuffizienz eingesetzt wird. Sein Wirkprinzip beruht auf der Hemmung des Angiotensin-konvertierenden Enzyms (ACE).
Der Wirkstoff wurde 1974 von Miguel Ondetti und David Cushman bei Squibb (heute: Bristol-Myers Squibb) entwickelt und 1981 zugelassen.

## Chemie
Captopril wurde den ACE-hemmend wirkenden Peptiden des Giftes der Jararaca-Lanzenotter (Bothrops jararaca), einer brasilianischen Schlangenart, nachempfunden und ist die Leitsubstanz für die Gruppe der ACE-Hemmer. Die Substanz ist formal ein Kondensationsprodukt aus der Aminosäure (S)-Prolin (Synonym: L-Prolin) und (S)-3-Mercapto-2-methylpropionsäure und der einzige ACE-Hemmer mit einer SH-Gruppe.
Das technische Verfahren zur Herstellung von Captopril basiert auf der Acylierung der natürlichen Aminosäure (S)-Prolin mit (S)-2-Methyl-3-acetylsulfanylpropanoylchlorid und der anschließenden Abspaltung der Acetylgruppe.

## Pharmakologie

### Anwendungsgebiete
Captopril wird als Monotherapie und in Kombination mit Diuretika zur Therapie der arteriellen Hypertonie und der Herzinsuffizienz eingesetzt, wobei es durch synergistische Effekte zu einer verstärkten Blutdrucksenkung kommt. Bei schweren chronischen Verlaufsformen der Herzinsuffizienz ist eine Kombination mit Digitalis und Betablockern möglich und auch angezeigt. Weitere Anwendungsgebiete sind die kurzzeitige Behandlung (4 Wochen) nach Herzinfarkt und die diabetische Nephropathie mit Makroproteinurie bei Diabetes mellitus Patienten vom Typ I.
Bei der Nierenszintigrafie wird Captopril häufig eingesetzt, um die Nierenfunktion unter „Stressbedingungen“ überprüfen zu können.

### Wirkmechanismus
Captopril führt als Inhibitor des Angiotensin Converting Enzymes zu einer verminderten Bildung von Angiotensin II aus Angiotensin I. Dies bewirkt eine Abnahme des Tonus der Blutgefäße und damit eine Abnahme des Blutdruckes. Ebenfalls führt die Abnahme des Angiotensin-II-Spiegels zu einer Verringerung der Aldosteron-Freisetzung aus der Nebennierenrinde und somit zu einer Beeinflussung des Wasserhaushalts (siehe auch Renin-Angiotensin-Aldosteron-System). Auf zellulärer Ebene kann ein Rückgang der durch Angiotensin-II vermittelten mitogenen Effekte an Zellen des Herzens, die insbesondere nach einem Herzinfarkt zu ungünstigen Veränderungen (Remodeling) führen, beobachtet werden.

### Nebenwirkungen
Die meisten Nebenwirkungen von Captopril werden mit einem durch ACE-Hemmer bedingten verlangsamten Abbau und Kumulation von Bradykinin in Verbindung gebracht. Dazu zählen Hautreaktionen, wie z. B. Exantheme und Nesselsucht, ferner auch Angioödeme. Schwere allergische Hautreaktionen werden hingegen nur sehr selten beobachtet.
Zu den Nebenwirkungen auf die Atemwege zählen trockener Husten, Heiserkeit und Halsschmerz. Asthmaanfälle und Atemnot können ebenfalls, wenn auch selten, auftreten.
Als Folge der Hauptwirkung von Captopril kann es zu einer übermäßig starken Blutdrucksenkung kommen. Infolgedessen können gelegentlich Schwindel, Kopfschmerz und Benommenheit beobachtet werden. Von schweren Herz-Kreislauf-Ereignissen wie Angina Pectoris, Herzinfarkt oder Synkope ist nicht auszugehen, da darüber nur in Einzelfällen berichtet wurde.
Durch Eingriff in den Wasser- und Elektrolythaushalt können gelegentlich funktionelle Nierenfunktionsstörungen beobachtet werden. Eine Proteinurie (Ausscheidung von Proteinen im Harn) wurde hingegen nur selten beobachtet. Captopril kann eine Hyperkaliämie verursachen.
Da Captopril in der Schwangerschaft u. a. Wachstums- und Knochenbildungsstörungen beim Kind, verbunden mit einer erhöhten Sterblichkeit, hervorrufen kann, darf Captopril in dieser Zeit nicht eingenommen werden und sollte durch andere geeignete therapeutische Maßnahmen ersetzt werden.

### Wechselwirkungen
Captopril verstärkt die blutzuckersenkende Wirkung von Insulin und oralen Antidiabetika sowie die blutbildverändernden Wirkungen von Immunsuppressiva.
Durch Eingriff in den Wasser- und Elektrolythaushalt kann die Ausscheidung von Elektrolyten verlangsamt werden, was insbesondere bei der Therapie mit Lithium und kaliumsparenden Diuretika beachtet werden sollte.
Bei Kombination mit anderen blutdrucksenkenden Arzneimitteln sollte eine verstärkte Blutdrucksenkung berücksichtigt werden.

## Handelsnamen
Monopräparate
Captosol (CH), Cor tensobon (D), Debax (A), Lopirin aH (CH), Lopirin Cor (D), Tensobon (D), zahlreiche Generika (D, A)
Kombinationspräparate
- In Kombination mit Hydrochlorothiazid: Captosol comp. (CH), Capozide (A, CH), Tensobon comp. (D), Generika (D, A, CH)
- In Kombination mit Verapamil: Veracapt (A)